# Micromitrium synoicum
Micromitrium synoicum là một loài rêu trong họ Ephemeraceae. Loài này được James Austin mô tả khoa học đầu tiên năm 1874.